# Mark Turner (saxo)

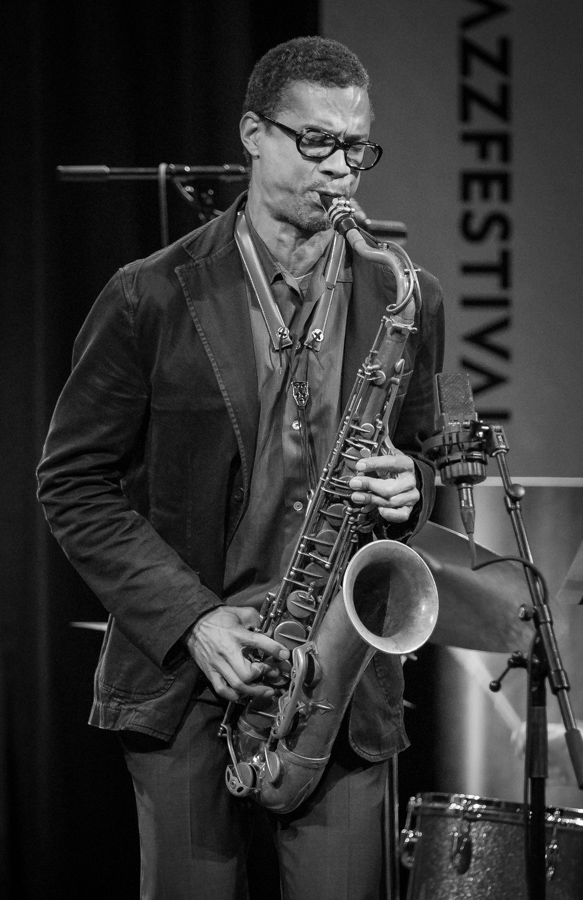
Mark Turner (2017)

Mark Turner (10 de noviembre de 1965) es un saxofonista de jazz estadounidense. Está considerado uno de los más influyentes saxos de su generación.

## Biografía
Nacido en Fairborn, Ohio, crece en la pequeña ciudad del sur de California Palos Verdes Estates. En la escuela elemental toca el clarinete, seguido por los saxos alto y tenor en el instituto. Asiste a la Universidad Estatal de California en Long Beach en los años 80 (tocando en conjuntos de jazz) y después se traslada y gradúa en el Berklee College of Music, en 1990 antes de ir a Nueva York. Turner trabajó en Tower Records, en Nueva York, durante un largo periodo antes de su dedicación exclusiva como músico de jazz.
En noviembre de 2008 Turner se hirió dos dedos de una de sus manos, pero desde febrero de 2009 volvió a actuar otra vez con el Edward Simon Quartet en el Village Vanguard.
Está casado con la psiquiatra y antropóloga, Dra. Helena Hansen.

## Estilo e influencias
El sonido de Turner recuerda el de Warne Marsh; también tiene elementos de John Coltrane. Turner ha mencionado a ambos como influencias. La gama de registro de Turner se extiende hasta el altísimo. Sus líneas de improvisación tienden a abarcar varias octavas y contener una gran complejidad armónica y rítmica.

## Asociaciones musicales
En septiembre de 2014, Turner publicó su álbum Lathe of Heaven en ECM Records; presenta al trompetista Avishai Cohen, al bajista Joe Martin y al batería Marcus Gilmore. Turner es también miembro del trío Fly, el cual incluye también al bajista Larry Grenadier y al batería Jeff Ballard. Turner es miembro del cuarteto del guitarrista Gilad Hekselman y del cuarteto del batería Billy Hart. Ha participado extensamente en registros del guitarrista Kurt Rosenwinkel, el saxofonista David Binney y el pianista Aaron Goldberg, entre otros.
El actual Cuarteto de Mark Turner qué ha actuado en el festival de jazz de Fráncfort en octubre de 2015, constó del trompetista Avishai Cohen, el bajista Joe Martin y el batería Obed Calvaire.

## Discografía seleccionada

### Como líder
- Yam Yam (Criss-Cross, 1995)[12]
- The Music of Mercedes Rossy (Fresh Sound, 1998)[13]
- Mark Turner (Warner Bros., 1998)
- In This World (Warner Bros., 1998)
- Two Tenor Ballads (Criss Cross, 2000)[14]
- Ballad Session (Warner Bros., 2000)
- Dharma Days (Warner Bros., 2001)
- Lathe of Heaven (ECM, 2014)[15]

Fly (banda)
- Fly (Savoy Jazz, 2004)
- Sky & Country (ECM, 2009)
- Year of the Snake (ECM, 2012)

### Como sideman
Con Ryan Kisor
- On the One (Columbia, 1993)

Con Jonny King
- In from the Cold (Criss Cross Jazz, 1994)

Con Jimmy Smith
- Damn! (Verve, 1995)

Con Edward Simon
- Edward Simon (Kokopeli, 1995)
- La Bikina (Mythology, 1998)

Con Aaron Goldberg
- Turning Point (J Curve, 1999)
- Home (Sunnyside, 2007)

Con Jon Gordon
- Witness (Criss Cross, 1996)
- Along the Way (Criss Cross, 1997)
- Possibilities (Double-Time, 2000)

Con George Colligan
- Newcomer (Steeplechase, 1997)
- Unresolved (Fresh Sound New Talent, 1999)

Con Seamus Blake
- Four Track Mind (Criss Cross, 1997)

Con Guillermo Klein
- Minotauro (Candid, 1997)

Con Chris Cheek
- A Girl Named Joe (Fresh Sound New Talent, 1998)

Con Lee Konitz
- Parallels (Chesky, 2000)[16]

Con Joshua Redman
- Beyond (Warner Bros, 2000)

Con Matthias Lupri
- Same Time Twice (Summit, 2002)
- Transition Sonic (Summit 2004)
- After Hours (Summit, 2010)

Con Kurt Rosenwinkel
- The Enemies of Energy (Verve, 2000)
- The Next Step (Verve, 2001)
- Heartcore (Verve, 2003)
- The Remedy (ArtistShare, 2009)

Con OAM Trío
- OAM Trio & Mark Turner Live in Sevilla (Lola!, 2002)
- Now and Here  (Nuba, 2009)

Con Jaleel Shaw
- Perspective (Fresh Sound, 2004)

Con Omer Avital
- Asking No Permission (Smalls, 2006)
- The Ancient Art of Giving (Smalls, 2006)

Con Billy Hart
- Billy Hart Quartet (High Note, 2006)
- All Our Reasons (ECM, 2012)
- One Is the Other (ECM, 2014)

Con David Binney
- Cities and Desire (Criss Cross, 2006)
- Barefooted Town (Criss Cross, 2011)

Con Mikkel Ploug
- Mikkel Ploug Group (Fresh Sound New Talent, 2007)
- Harmoniehof (New Talent, 2008)

Con Ferenc Nemeth
- Night Songs (2007)

Con Baptiste Trotignon
- Share (Naïve, 2008)

Con Enrico Rava
- New York Days (ECM, 2009)

Con Diego Barber
- Calima (Sunnyside, 2009)

Con Jochen Rueckert
- Someone Meeting Nobody (Pirouet, 2011)
- We Make the Rules (Whilrlwind 2014)

Con Gilad Hekselman (2011@–2013)
- Hearts Wide Open
- This Just In

Con SF Jazz Collective (SFJAZZ, 2010–2011)
- Music of Horace Silver
- Music of Stevie Wonder

Con Ben Van Gelder
- Reprise (Pirouet 2013)

Con Stefano Bollani
- Joy In Spite Of Everything (ECM, 2014) feat. Bill Frisell

Con Yelena Eckemoff, George Mraz, Joe Locke & Billy Hart
- A Touch of Radiance (L & H Production, 2014)

Con Tom Harrell
- The Trip (Highnote 2014)

## Críticas
- In This World @ Allaboutjazz.com
- Dharma Days @ Jazznow.com
- Ballad Session @ Allaboutjazz.com
- G. Giddins: “Turner Classic Moves,” VV (14 de abril de 1998), 118
- G. M. Stern: “Airtime: Mark Turner: You Don’t Have to be Twenty Years Old to Succeed,” Windplayer, no.58 (1998), 10
- "Saxophonist Mark Turner's Stylistic Assimilation of Warne Marsh and the Tristano School," Master's Thesis by Jimmy Emerzian, California State University, Long Beach, 2008.